# Prefettura apostolica del Polo Nord

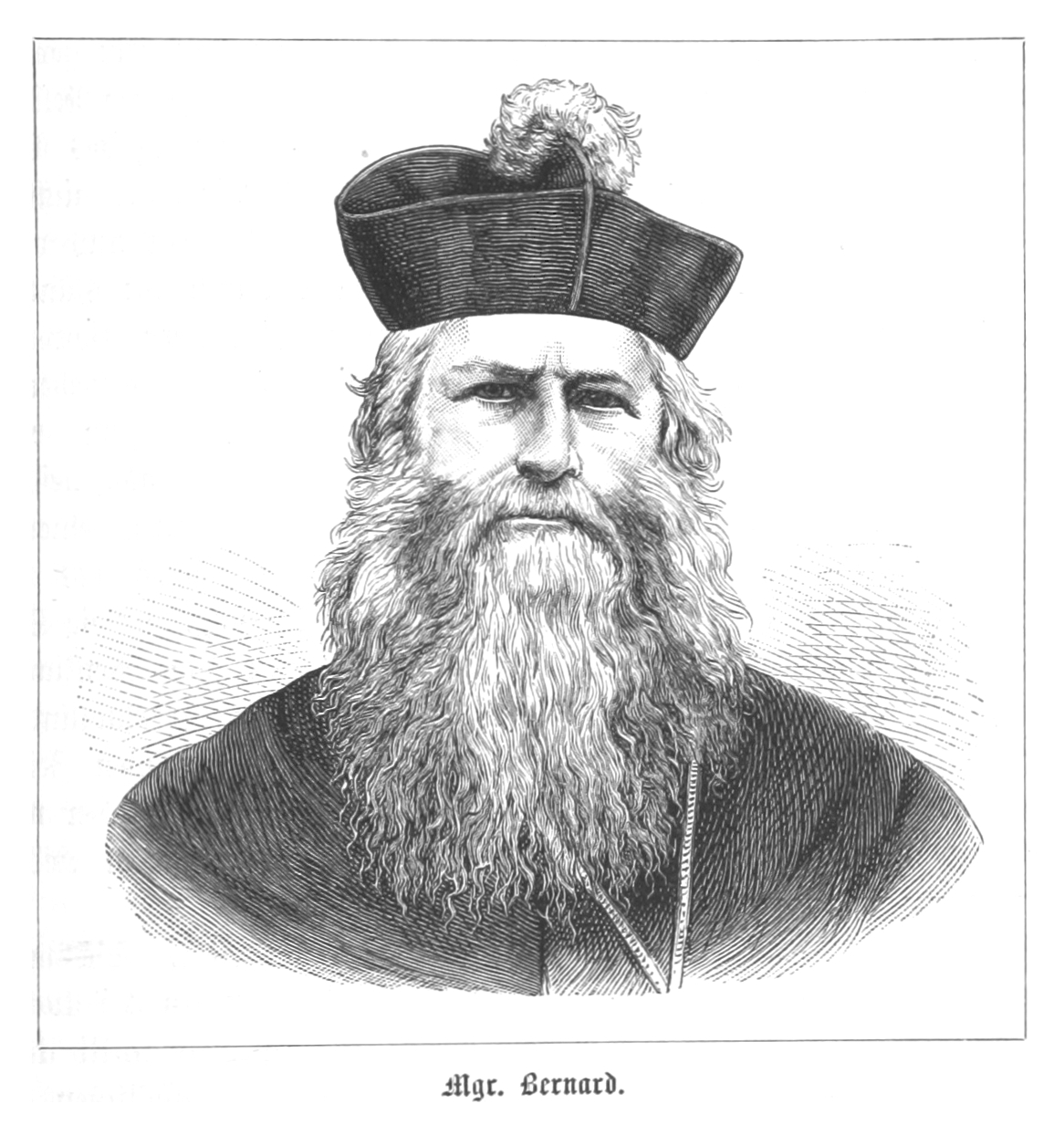
Bernard Bernard, prefetto apostolico dal 1862 al 1869.

La prefettura apostolica del Polo nord (in latino Praefectura Apostolica Poli Arctici) è una sede soppressa della Chiesa cattolica.

## Territorio
Al momento della sua massima espansione, la prefettura apostolica comprendeva i seguenti territori: la Lapponia svedese e norvegese; la contea di Caithness e le isole Orcadi e Shetland in Scozia; i possedimenti danesi delle Fær Øer, dell'Islanda e della Groenlandia; e i territori nordamericani dalla baia di Baffin all'isola di Melville.
Primitiva sede del prefetto fu la città di Alta, nell'antica contea di Finnmark in Norvegia. Il 20 marzo 1866 la sede fu trasferita a Copenaghen, il cui porto permetteva un più facile accesso ai diversi territori della prefettura.
Nel 1869 la prefettura era composta da 13 preti missionari, di cui 5 belgi, 1 bavarese e 6 francesi.
Stazioni missionarie, la maggior parte dotate di chiese o cappelle, si trovavano a Alta, Tromsø e Hammerfest in Norvegia; Reykjavík in Islanda; Lerwick nelle Shetland; Tórshavn nelle Fær Øer; Wick in Scozia. La Groenlandia e le isole canadesi del circolo polare, abitate da eschimesi, facevano parte de iure della prefettura apostolica, ma di fatto, nel 1869, non erano ancora state visitate da nessun prete.

## Storia
La prefettura apostolica fu eretta con decreto di Propaganda Fide l'8 dicembre 1855.
Primo prefetto apostolico fu Paul Marie Stefan de Djunkowsky, russo di San Pietroburgo convertito al cattolicesimo, che pose la sede della prefettura nella città norvegese di Alta. Nel 1862 dette le dimissioni e gli succedette il missionario francese Bernard Bernard, originario dell'arcidiocesi di Reims, che dette maggior impulso all'attività missionaria fondando diverse stazioni missionarie.
All'iniziale territorio stabilito dal decreto dell'8 dicembre 1855, Propaganda Fide aggiunse anche la contea di Caithness e le isole Orcadi e Shetland in Scozia con decisione del 16 novembre 1860.
Nel 1866, in concomitanza con il trasferimento della sede prefettizia a Copenaghen, fu istituito in questa città un seminario per la formazione dei preti.
A partire dal 1868 la Santa Sede riorganizzò le missioni del nord. Il 7 agosto 1868 fu eretta la missione sui iuris di Norvegia (oggi diocesi di Oslo), cui fu annessa la Lapponia norvegese.
L'anno successivo, il 17 agosto 1869, in forza del breve Ecclesiae universae di papa Pio IX, il resto della prefettura apostolica del Polo Nord fu smembrato e i suoi diversi territori furono ceduti alle giurisdizioni ecclesiastiche di quei Paesi a cui appartenevano dal punto di vista politico e culturale. Le Fær Øer, l'Islanda e la Groenlandia furono annesse alla prefettura apostolica di Danimarca (oggi diocesi di Copenaghen), mentre la contea di Caithness e le isole Orcadi e Shetland ritornarono al vicariato apostolico del distretto settentrionale (oggi diocesi di Aberdeen).
Queste decisioni portarono di fatto alla soppressione della prefettura apostolica e al trasferimento di Bernard alla prefettura apostolica di Norvegia.

## Cronotassi dei prefetti
- Paul Marie Stefan de Djunkowsky † (8 dicembre 1855 - ottobre 1861 dimesso)
- Bernard Bernard, M.S. † (1862 - 17 agosto 1869[11] nominato prefetto apostolico di Norvegia)